# Microcalamus
Microcalamus là một chi thực vật có hoa trong họ Hòa thảo (Poaceae).

## Loài
Chi Microcalamus gồm các loài: